# سانتا ماريا دي بالاوتورديرا
بلدية سانتا ماريا دي بالاوتورديرا (بالكاتالانية: Santa Maria de Palautordera) هي إحدى بلديات مقاطعة برشلونة، والتي تقع في منطقة كاتالونيا، شرق إسبانيا.
يبلغ عدد سكانها 8.235 نسمة وفقاً لإحصائية سنة (2007).

## أعلام
- ديفيد ديفيس
- خوان كانيياس